# Harley-Davidson Street
La Harley-Davidson Street è una motocicletta prodotta dalla casa motociclistica statunitense Harley-Davidson dal 2013 al 2021.
La Street è stata annunciata per la prima volta al salone EICMA di Milano nel 2013.
La motocicletta, in vendita dal 2014, monta i nuovi motori Revolution X in due diverse motorizzazioni: da 494 cm³ (non disponibile sul mercato italiano) e da 749 cm³. La produzione avviene a Kansas City per le moto destinate in Nord America (Stati Uniti, Canada e Messico) e a Bawal in India per i mercati d'esportazione.

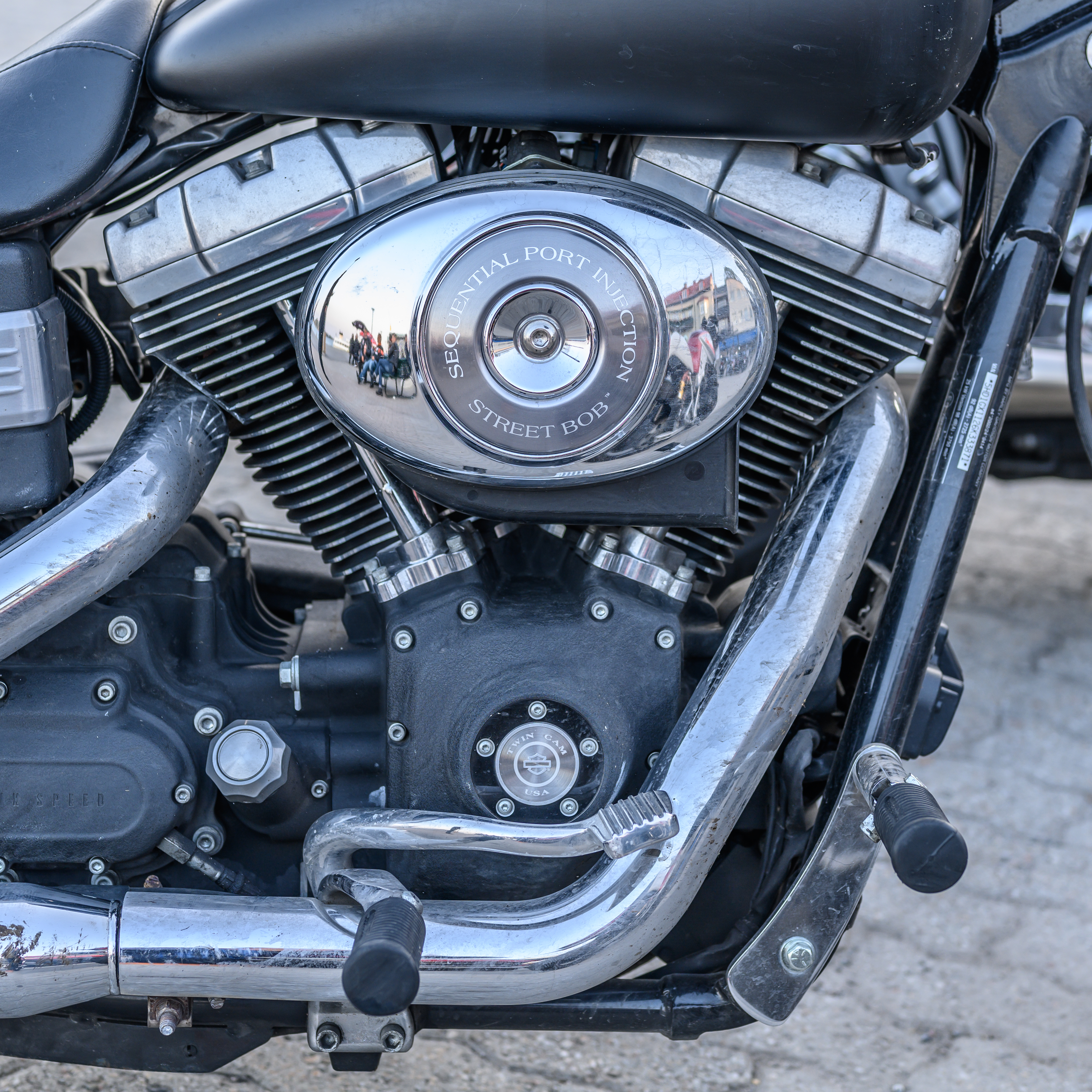
Motore

## Storia
La gamma Street nasce com modello entry level più accessibile del produttore statunitense, anche in considerazione del fatto che il mercato indiano di media cilindrata ha avuto un notevole sviluppo tra il 2010 ed il 2013. 
Costruita e distribuita inizialmente per il solo mercato indiano, è stata venduta in Nord America ed Europa dal 2014 fino al 2021.

## Caratteristiche tecniche
Il propulsore che equipaggia la Street è chiamato Revolution X ed è derivato dal V-Rod dal quale eredita: raffreddamento a liquido, (non soltanto delle teste come per le motorizzazioni touring), distribuzione a 4 valvole per cilindro con grado di inclinazione delle bancate di 60°, cambio a 6 marce e la trasmissione finale a cinghia dentata in Kevlar.